# Affoltern (Zürich)
Affoltern is een stadsdeel en voormalige gemeente in het district Zürich, kanton Zürich, Zwitserland.
Affoltern bei Zürich ging in 1934 op in de stad Zürich.
Tegenwoordig maakt Affoltern samen met Oerlikon en Seebach (ook voormalige gemeenten) deel uit van District 11 van Zürich.
De Käferberg scheidt het stadsdeel van de binnenstad.
- Gemeinsame Normdatei: 4536760-7
- Historisch woordenboek van Zwitserland: 003114
- Library of Congress Control Number: n80015445
- Nationale Bibliotheek van Israël: 987007559498305171
- Virtual International Authority File: 123149517